# James Cromwell
James Oliver Cromwell (Los Angeles, 27 januari 1940) is een Amerikaans acteur en activist.

## Biografie
Cromwell is de zoon van actrice Kay Johnson en van filmregisseur en acteur John Cromwell. Hij begon als Stretch Cunningham in de televisieserie All in the Family. Toen hoofdrolspeler Carroll O'Connor problemen kreeg met de producenten, was er zelfs sprake van om zijn personage Archie Bunker te laten sterven en van Cromwell het nieuwe hoofdpersonage te maken. Dit is er nooit van gekomen. In seizoen 7 kwam daarentegen Stretch Cunningham zelf te overlijden, hoewel Cromwell hem alleen maar speelde gedurende drie afleveringen in seizoen 5. Daarna werd Cunningham alleen nog besproken, maar hij kwam nooit meer in beeld.
Sindsdien speelde Cromwell in vele films en televisieseries. Zo speelde hij gastrollen in onder meer M*A*S*H, Little House on the Prairie, Family Ties, Dallas, Knight Rider en, meer recent, in Star Trek: Deep Space Nine, ER en The West Wing. 
Recenter was Cromwell te zien in onder meer Spider-Man 3 en in de serie 24. Een bekende rol van Cromwell was die van gevangenisdirecteur Hal Moores in The Green Mile. Ook was hij in bekende bijrollen te zien in de Revenge of the Nerds-reeks, Eraser, L.A. Confidential, Deep Impact en Space Cowboys.
Voor zijn rol als boer Hoggett in Babe werd hij genomineerd voor onder meer een Academy Award. Ook is hij bekend als Zefram Cochrane, de fictieve uitvinder van de warpaandrijving in Star Trek: First Contact. In 2013 won hij een Emmy Award voor zijn rol in American Horror Story.
In december 2015 werd hij opgepakt tijdens een demonstratie tegen de komst van een energiecentrale. In juli 2017 kwam hij in het nieuws toen hij werd opgepakt als dierenactivist bij SeaWorld.

## Filmografie
De onderstaande lijst is slechts een selectie.
- The Laundromat (2019) - Joseph David Martin
- Jurassic World: Fallen Kingdom (2018) - Dr. Benjamin Lockwood
- The Promise (2016) - Ambassadeur Morgenthau
- Big Hero 6 (2014) - Professor Robert Callaghan / Yokai (stem)
- The Artist (2011) - Clifton
- A Year in Mourning (2011) - De historische marinier
- Secretariat (2010) - Ogden Phipps
- Pope Pius XII (televisiefilm, 2010) - Paus Pius XII
- Beyond All Boundaries (2009) - Alexander Vandegrift/William Halsey (stem)
- Surrogates (2009) - Oudere Canter
- The Last Days of the Lehman Brothers (televisiefilm, 2009) - Hank Paulson
- My Own Worst Enemy (televisieserie) - Alistair Trumbull (6 afl., 2008)
- W. (2008) - George H.W. Bush
- Tortured (2008) - Jack
- Hit Factor (televisiefilm, 2008) - Orson Fierce
- Masters of Science Fiction (televisieserie) - Ludwin (afl. Watchbird, 2007)
- Spider-Man 3 (2007) - Commissaris George Stacy
- Becoming Jane (2007) - Mr. Austen
- Dante's Inferno (2007) - Virgil
- The Queen (2006) - Philip Mountbatten
- 2006 (televisiefilm, 2006) - Paul Devereaux
- Pope John Paul II (televisiefilm, 2005) - Adam Stefan Sapieha
- The Longest Yard (2005) - Warden Hazen
- I, Robot (2004) - Dr. Alfred Lanning
- Salem's Lot (televisiefilm, 2004) - Vader Donald Callahan
- The West Wing (televisieserie) - President D. Wire Newman (afl. The Stormy Present, 2004)
- Angels in America (miniserie, 2003) - Henry - Roys dokter
- The Snow Walker (2003) - Shepherd
- Blackball (2003) - Ray Speight
- RFK (televisiefilm, 2002) - Lyndon B. Johnson
- The Nazi (2002) - Franz
- The Sum of All Fears (2002) - President Robert 'Bob' Fowler
- Spirit: Stallion of the Cimarron (2002) - De kolonel (voice-over)
- The Magnificent Ambersons (televisiefilm, 2002) - Major Amberson
- A Death in the Family (televisiefilm, 2002) - Joel Lynch
- Twist of Fate (2002) - De rechter/St. Francis
- Citizen Baines (televisieserie) - Elliott Baines (2001)
- Star Trek: Enterprise (televisieserie) - Dr. Zefram Cochrane (niet op aftiteling, afl., Broken Bow: Part 1, 2001)
- Great Bear Rainforest (televisiefilm, 2001) - Gastheer
- Space Cowboys (2000) - Bob Gerson
- Fail Safe (televisiefilm, 2000) - Gordon Knapp
- The Green Mile (1999) - Warden Hal Moores
- RKO 281 (televisiefilm, 1999) - William Randolph Hearst
- The Bachelor (1999) - De Priester
- A Slight Case of Murder (televisiefilm, 1999) - John Edgerson
- Snow Falling on Cedars (1999) - Rechter Fielding
- The General's Daughter (1999) - Lt. Gen. Joseph Campbell
- Babe: Pig in the City (1998) - Boer Arthur Hoggett
- Deep Impact (1998) - Alan Rittenhouse
- Species II (1998) - Senator Judson Ross
- The Education of Little Tree (1997) - Granpa
- L.A. Confidential (1997) - Kapitein Dudley Liam Smith
- Owd Bob (1997) - Adam MacAdam
- Star Trek: First Contact (1996) - Dr. Zefram Cochrane
- The People vs. Larry Flynt (1996) - Charles Keating
- Eraser (1996) - William Donohue
- Babe (1995) - Boer Arthur Hoggett
- Indictment: The McMartin Trial (televisiefilm, 1995) - Rechter Pounders
- Renegade (televisieserie) - Jeremy Sullivan (afl. Stalker's Moon, 1995)
- The Shaggy Dog (televisiefilm, 1994) - Charlie 'the robber' Mulvihill
- Revenge of the Nerds IV: Nerds in Love (televisiefilm, 1994) - Mr. Skolnick
- Romeo Is Bleeding (1993) - Cage
- Revenge of the Nerds III: The Next Generation (televisiefilm, 1992) - Mr. Skolnick
- The Babe (1992) - Broeder Mathias
- In a Child's Name (televisiefilm, 1991) - Rol onbekend
- Miracle Landing (televisiefilm, 1990) - B.J. Cocker
- Pink Cadillac (1989) - Hotelbaliebediende
- The Runnin' Kid (1989) - Rol onbekend
- Christine Cromwell: Things That Go Bump in the Night (televisiefilm, 1989) - Arthur
- The Rescue (1988) - Adm. Rothman
- China Beach (televisiefilm, 1988) - Ambassadeur bij Roland Weymouth
- Revenge of the Nerds II: Nerds in Paradise (1987) - Mr. Skolnick
- Alison's Demise (televisiefilm, 1987) - Humboldt Hobson
- A Fine Mess (1986) - Detective Blist
- Oh, God! You Devil (1984) - Priester
- Revenge of the Nerds (1984) - Mr. Skolnick
- Earthlings (televisiefilm, 1984) - Simon Ganes
- Spraggue (televisiefilm, 1984) - Luitenant Hurley
- Tank (1984) - Deputy Euclid Baker
- The House of God (1984) - Officer Quick
- The Man with Two Brains (1983) - Realtor
- The Rainmaker (televisiefilm, 1982) - Noah Curry
- Nobody's Perfekt (1981) - Dr. Carson
- Barefoot in the Park (televisiefilm, 1981) - Harry Pepper
- A Christmas Without Snow (televisiefilm, 1980) - Reverend Lohman
- The Cheap Detective (1978) - Schnell
- Deadly Game (televisiefilm, 1977) - Deputy Malcolm Rossiter Jr.
- The Girl in the Empty Grave (televisiefilm, 1977) - Deputy Malcolm Rossiter Jr.
- Murder by Death (1976) - Marcel Cassette

## Televisieseries
*Exclusief eenmalige gastrollen
- Succession - Ewan Roy (2018-2023, zeven afleveringen)
- The Young Pope - Kardinaal Michael Spencer (2016, zeven afleveringen)
- Boardwalk Empire - Andrew W. Mellon (2012-2013, vier afleveringen)
- American Horror Story - Dr. Arthur Arden (2012-2013, tien afleveringen)
- Impact - Lloyd (2010, twee afleveringen)
- 24 - Phillip Bauer (2007, acht afleveringen)
- Six Feet Under - George Sibley (2003-2005, zesentwintig afleveringen)
- ER (televisieserie) - Bisschop Stewart (2001, vier afleveringen)
- Star Trek: The Next Generation (televisieserie) - Jaglom Shrek (1993, twee afleveringen)
- Scarecrow and Mrs. King (televisieserie) - Gregory (1985-1986, twee afleveringen)
- Dallas - Gerald Kane (1984-1985, drie afleveringen)
- All in the Family - Stretch Cunningham (1974, drie afleveringen)